# Pochutiny

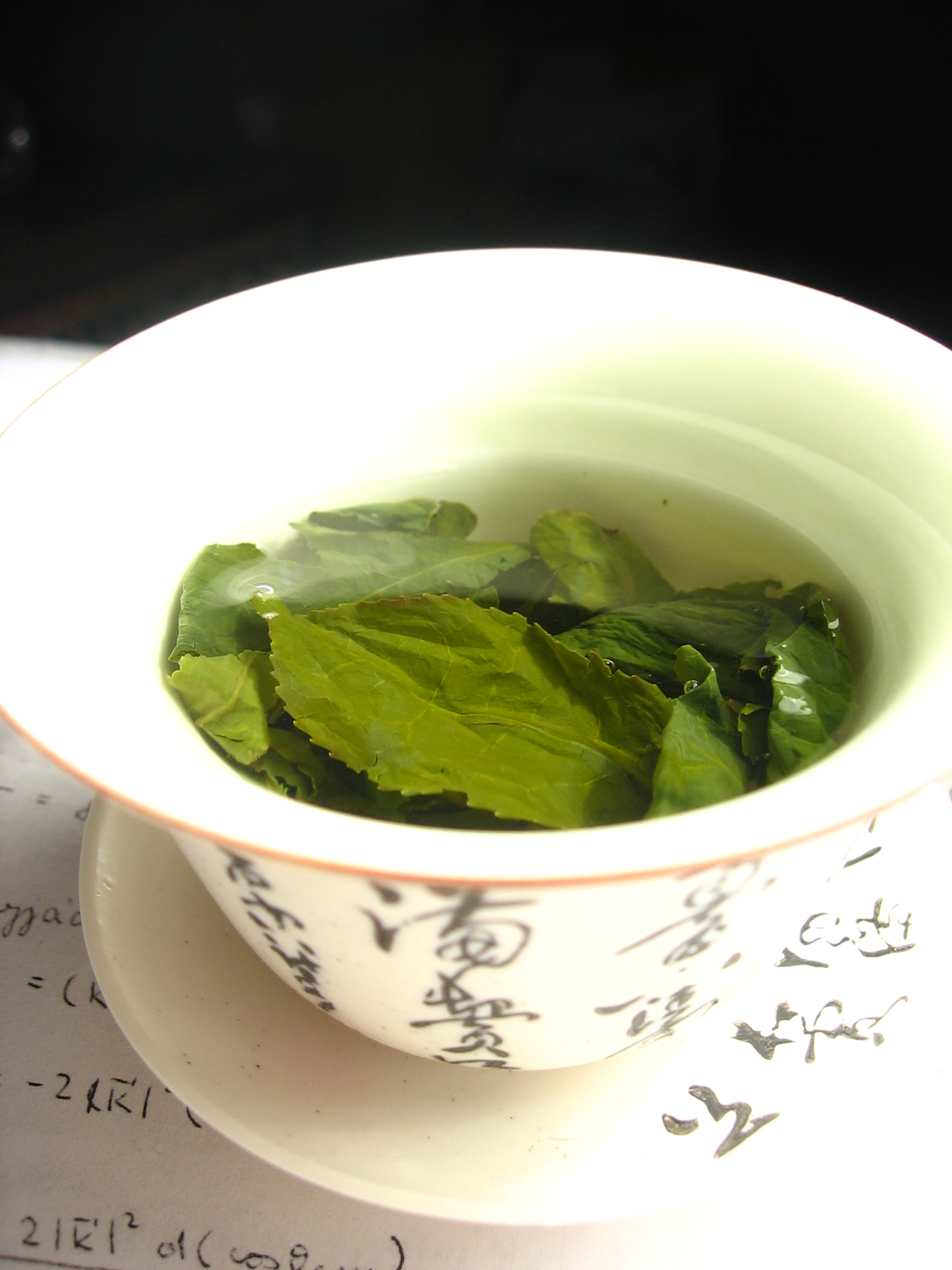
Čaj

Pochutiny jsou plodiny, které se pěstují pro obsahové látky mající stimulující účinky.[zdroj⁠?!] Jejich nutriční hodnota je malá, mají však výrazný obsah sekundárních metabolitů (např. kofein, nikotin, flavonoidy). Právě díky posledně zmíněným flavonoidům mají tyto rostliny výraznou barvu či chuť nebo mají antioxidativní či protirakoviné účinky. Obsahové látky se extrahují jen zřídka, daleko více se využívají části rostlin pro výrobu nápojů (kávovník, čajovník, kakaovník), ke žvýkání (kolový oříšek, pepřovník betelový) či ke kouření (tabák).

## Zástupci
Mezi nejdůležitější zástupce pochutin patří čajovník čínský (Camellia sinensis) – čaj, kávovník arabský (Coffea arabica) a kávovník statný (C. canephora) – káva, kakaovník pravý (Theobroma cacao) – kakao, cesmína paraguayská (Ilex paraguariensis) – maté, ze kterých se vyrábí různé nápoje. Palma areková (Areca catechu), pepřovník betelový (Piper betle), kola zašpičatělá (Cola acuminata) a kola lesklá (C. nitida) se žvýkají; tabák virginský (Nicotiana tabacum) a tabák selský (N. rustica) se kouří.
K méně významným druhům pak patří některé další druhy rodu kávovník (např. k. liberský, k. úzkolistý, k. šari), kola (např. Cola cordifolia, C. togoensis, C. verticillata), cesmína (např. Ilex dumosa, I. amara, I. guayusa), pepřovník (např. p. opojný), kakaovník (k. peruánský, k. velkokvětý). Dále pak čajovník kapský (Aspalanthus linearis), ibišek súdánský (Hibiscus sabdarifa), Paullinia cupana, Mesona palustris, Chloranthus erectus či Senna occidentalis.